# (39429) Annebrontë
(39429) Annebrontë ist ein Asteroid des Hauptgürtels, der am 29. September 1973 von dem niederländischen Astronomenehepaar Cornelis Johannes van Houten und Ingrid van Houten-Groeneveld entdeckt wurde. Die Entdeckung geschah im Rahmen der Zweiten Trojaner-Durchmusterung von 1973, bei der von Tom Gehrels mit dem 120-cm-Oschin-Schmidt-Teleskop des Palomar-Observatoriums aufgenommene Feldplatten an der Universität Leiden durchmustert wurden.
(39429) Annebrontë wurde am 19. Februar 2006 nach der britischen Schriftstellerin Anne Brontë (1820–1849) benannt, der Jüngsten der Brontë-Schwestern, die vor allem durch ihren Roman Die Herrin von Wildfell Hall (1848) bekannt ist.